# Sebach

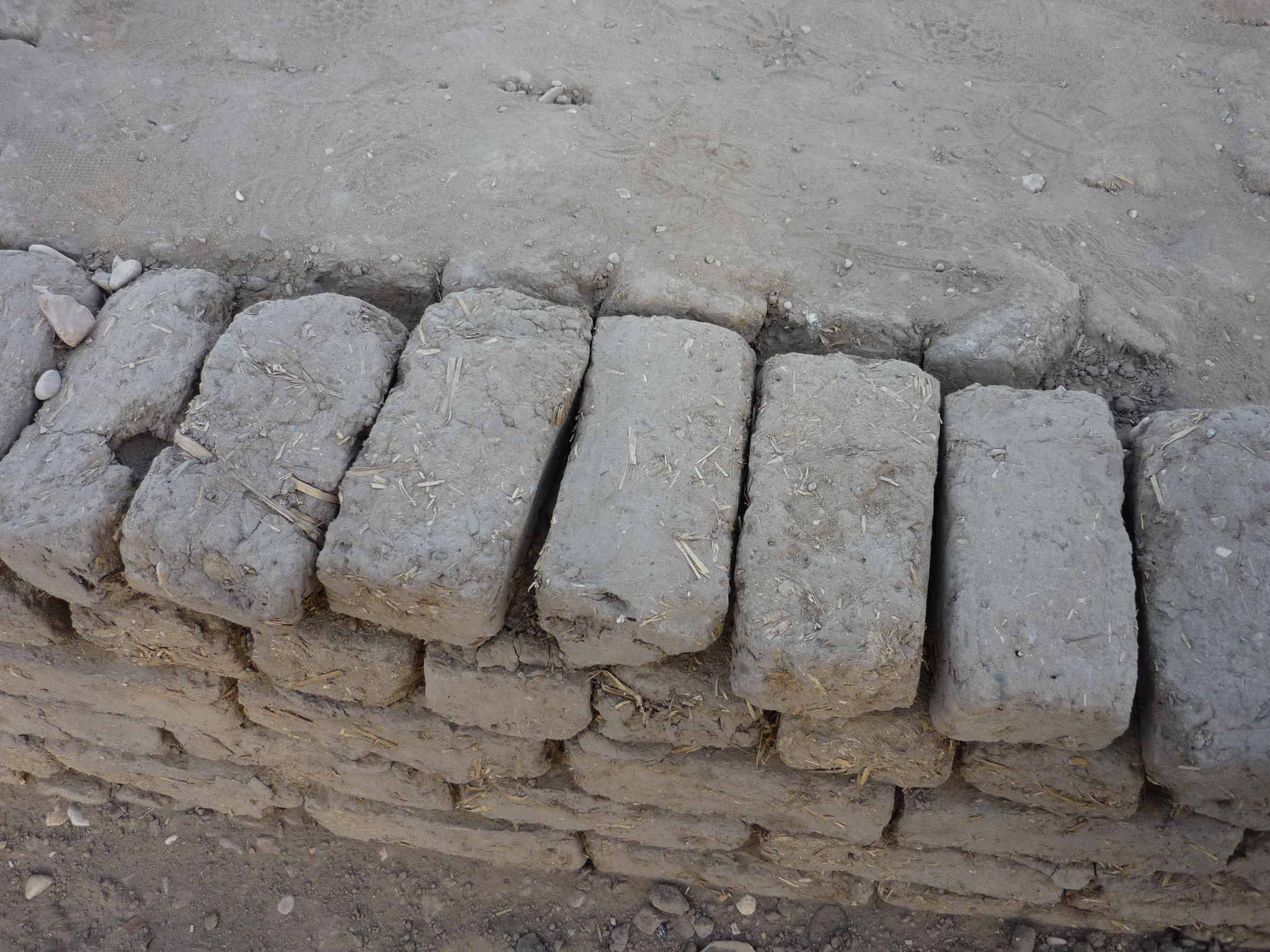
Nilschlamm-Ziegel in Ägypten

Sebach (arabisch سباخ Sibāḫ ‚Dünger‘) ist ein aus dem Arabischen stammender Ausdruck und bezeichnet einen aus zerfallenen Lehmziegeln stammenden stickstoffhaltigen Dünger.

## Entstehung
Der in Ägypten durch die jährliche Nilflut angeschwemmte Schlamm, der die Felder mit neuen Nährstoffen versorgte, wurde seit jeher auch als Baumaterial verwendet. Hierzu wurde der Schlamm mit Stroh vermischt, zu Lehmziegeln geformt und in der Sonne getrocknet und anschließend zum Errichten von Gebäuden und Mauern verwendet. Die Ziegel sind über die Jahrtausende zerfallen und verwittert und können heute als Dünger verwendet werden.

## Verwendung als Dünger
Durch den Bau des Assuan-Staudamms (Fertigstellung im Jahre 1902) blieb die jährliche Überschwemmung in Ägypten aus. Deshalb wurde es für die Fellachen, die ägyptischen Bauern, unumgänglich ihre Felder zu düngen, obschon sie dies auch vor dem Bau des Staudamms taten. Von nun an wurde in noch höherem Maße in den antiken Schutthügeln, den sogenannten Tells, nach den alten Lehmziegeln gegraben, diese wenn nötig zerkleinert und als Dünger auf die Felder ausgebracht. Hierdurch wurden schon viele archäologische Fundstätten zerstört. Jedoch gelangen hierdurch auch Fundstücke ans Licht, wie zum Beispiel die sogenannten Amarna-Briefe, die von einer Fellachin in Tell el-Amarna beim Graben nach dem begehrten Sebach aufgefunden wurden.